# Eberhardt del'Antonio
Eberhardt del’Antonio, né le 21 avril 1926 à Lichtenstein et décédé le 22 février 1997  à Dresde, est un écrivain allemand de science-fiction.

## Biographie
Eberhardt Del'Antonio naît le 21 avril 1926 comme fils de serrurier. Il travaille comme ouvrier métallurgiste et suit une formation de dessin technique. Il est contraint d'interrompre des études de sciences de l'ingénieur en 1944 lorsqu'il doit intégrer les rangs de la Wehrmacht. À la fin de la Seconde Guerre mondiale, il est interné politique et envoyé à Bremerhaven pour y travailler comme grutier, docker, peintre et métallurgiste. Il passa ensuite illégalement dans la zone d'occupation soviétique où il exerça à nouveau divers métiers comme mécanicien ou dessinateur de publicités. À partir de 1951, il travaille comme constructeur au développement de systèmes de pompes. Parallèlement, il suit des cours par correspondance et reçoit son diplôme de psychologique cinématographique. De 1953 à 1959, il s'occupe des activités culturelles de différentes entreprises est-allemandes. Puis il s'installe comme écrivain indépendant à partir de 1959 à Dresde.
Eberhardt Del'Antonio est surtout connu pour ses romans utopiques qui dépeignent les sociétés humaines du futur après l'avènement du socialisme. Ses plus grands succès furent les deux romans Titanus et Heimkehr der Vorfahren (Le Retour des Ancêtres). Parallèlement à son œuvre de science-fiction, Del'Antonio écrivit de nombreux contes.

## Œuvres
- Gigantum, 1957 [Gigantum]
- Titanus, 1959 [Titanus]
- Projekt Sahara, 1962 [Projet Sahara]
- Heimkehr der Vorfahren, 1966 [Le Retour des Ancêtres]
- Okeanus, 1988 [Océanus]
- Volle Kraft voraus, 1991 (en collaboration avec Jens Prockat) [Toutes voiles dehors]